# Cipinang (Angsana)
Cipinang is een bestuurslaag in het regentschap Pandeglang van de provincie Banten, Indonesië. Cipinang telt 4091 inwoners (volkstelling 2010).